# Дом Константина Критцкого

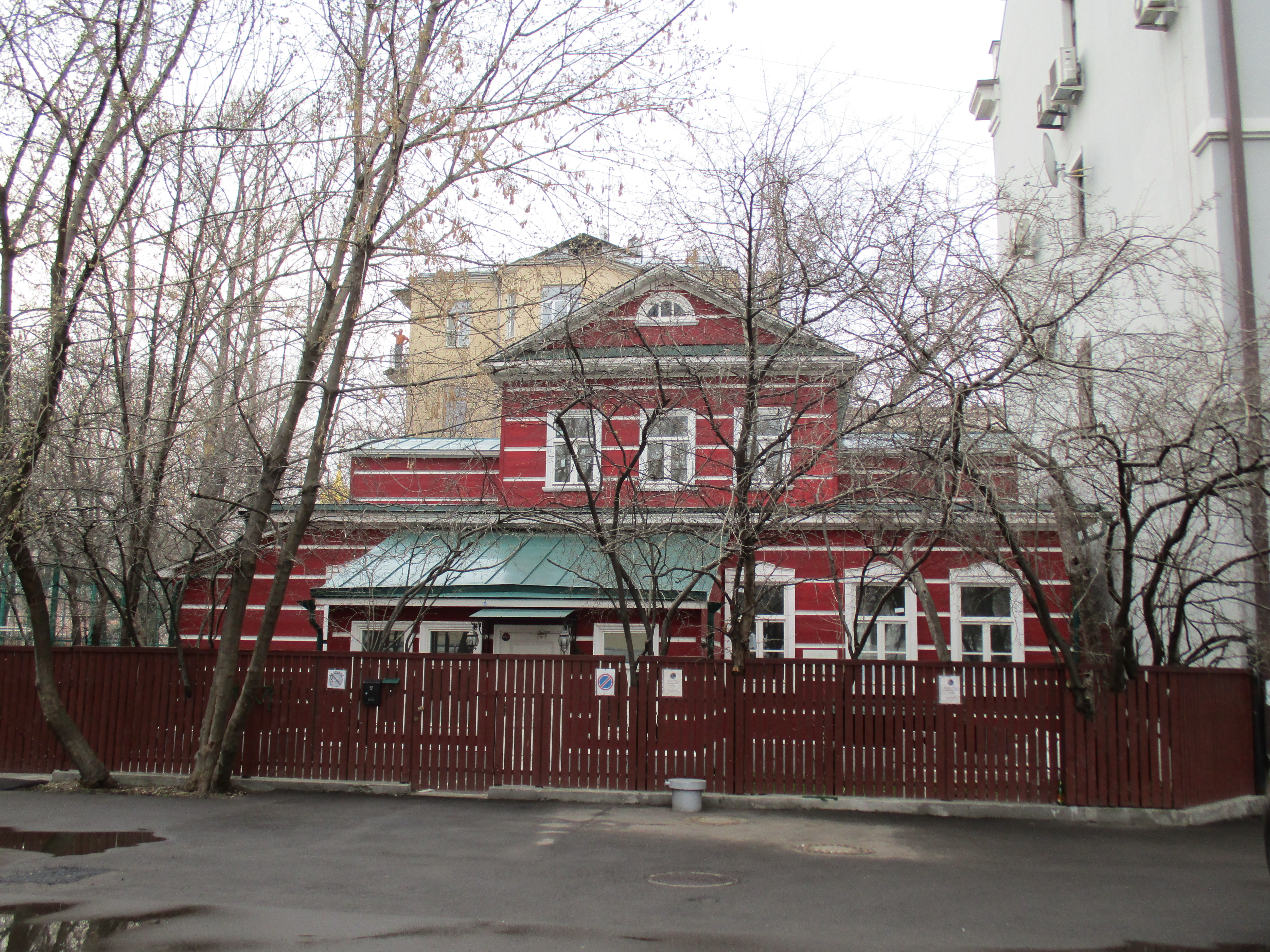
Вид со двора

Дом Константина Критцкого — историческое здание в центре Москвы (Голиковский переулок, дом 9). Построен в 1820-х годах в стиле ампир, является одним из немногих сохранившихся примеров деревянной послепожарной архитектуры. Дом имеет статус объекта культурного наследия регионального значения.

## История
Усадьба в Голиковском переулке на территории этого владения появилась ещё в конце XVIII века. В 1800-х годах был построен главный дом усадьбы, имевший Г-образную форму. Во время пожара 1812 года строение было уничтожено. В 1820-х годах этот участок принадлежал дворянину Константину Критцкому, которых восстановил усадьбу. Новый главный дом усадьбы был сооружён из дерева. Его композиция типична для послепожарной застройки Москвы: одноэтажный дом с мезонином, стоящий вдоль красной линии улицы с небольшим отступом. Помимо главного дома на территории усадьбы появились хозяйственные постройки, расположенные в глубине участка. Рядом с особняком был разбит небольшой палисадник.
В середине XIX века возле главного дома вдоль Голиковского переулка был построен жилой флигель прямоугольной формы. В 1870-х годах усадьба перешла Елизавете Николаевне Копосовой. При ней флигель рядом с главным домом был разобран, а в южной части владения было построено жилое деревянное здание. Во время реконструкции конца XIX века к особняку были пристроены два поперечных мезонина с правой и левой стороны. В 1913 году владельцем усадьбы стал мещанин Павел Николаевич Барабошкин. В это время был составлен детальный план владения: вдоль Голиковского переулка располагался главный дом, рядом с ним (вместо снесенного флигеля) находился маленький огород, вдоль южной границы стоял сарай, а в глубине двора — жилой флигель с крыльцом. Во дворе находился колодец, из которого брали питьевую воду.
В 1960-е годы были снесены все постройки бывшей усадьбы, за исключением главного дома. До начала XXI века дом оставался жилым, а в 2010 году был выставлен на продажу. На тот момент дом находился в пользовании некоммерческого партнёрства «Московская галерея современного искусства». Существовали планы реконструкции здания с существенным увеличением площади, однако они не были реализованы. Осенью 2010 года комиссия Москомнаследия утвердила предмет охраны дома, отметив, что «объемно-пространственная композиция здания, его внутренняя планировка и структура интерьеров сохранились в первоначальном виде». Новым собственником здания стало ООО «ЭКО Стандарт». В 2012—2013 годах были проведены реставрационные работы.